# Ash Flat
Ash Flat es una ciudad ubicada en el condado de Sharp en el estado estadounidense de Arkansas. En el Censo de 2010 tenía una población de 1082 habitantes y una densidad poblacional de 68,24 personas por km².

## Geografía
Ash Flat se encuentra ubicada en las coordenadas 36°14′11″N 91°36′26″O / 36.23639, -91.60722. Según la Oficina del Censo de los Estados Unidos, Ash Flat tiene una superficie total de 15.86 km², de la cual 15.86 km² corresponden a tierra firme y (0%) 0 km² es agua.

## Demografía
Según el censo de 2010, había 1082 personas residiendo en Ash Flat. La densidad de población era de 68,24 hab./km². De los 1082 habitantes, Ash Flat estaba compuesto por el 97.6% blancos, el 0.46% eran afroamericanos, el 0.46% eran amerindios, el 0% eran asiáticos, el 0% eran isleños del Pacífico, el 0% eran de otras razas y el 1.48% pertenecían a dos o más razas. Del total de la población el 0.83% eran hispanos o latinos de cualquier raza.